# Ďurďové
Ďurďové es un municipio del distrito de Považská Bystrica en la región de Trenčín, Eslovaquia, con una población estimada a final del año 2024 de 165 habitantes.
Se encuentra ubicado al norte de la región, cerca del río Váh (cuenca hidrográfica del Danubio) y de la frontera con República Checa y con la región de Žilina.

## Demografía
| Año        | 1994 | 2004    | 2014     | 2024    |
| ---------- | ---- | ------- | -------- | ------- |
| Población  | 182  | 192     | 151      | 165     |
| Diferencia |      | +5,49 % | −21,35 % | +9,27 % |

| Año        | 2023 | 2024    |
| ---------- | ---- | ------- |
| Población  | 160  | 165     |
| Diferencia |      | +3,12 % |